# Исуар
Исуа́р (фр. Issoire) — город и коммуна во Франции, находится в регионе Овернь. Департамент коммуны — Пюи-де-Дом. Входит в состав кантона Исуар. Супрефектура округа Исуар.
Код INSEE коммуны 63178.
Исуар расположен приблизительно в 380 км к югу от Парижа, в 30 км юго-восточнее Клермон-Феррана на реке Алье.

## Население
Население коммуны на 2008 год составляло 12 098 человек.
| 1962   | 1968   | 1975   | 1982   | 1990   | 1999   | 2008   |
| ------ | ------ | ------ | ------ | ------ | ------ | ------ |
| 10 454 | 11 886 | 13 673 | 13 674 | 13 559 | 12 773 | 12 098 |

## Экономика
В 2007 году среди 8801 человека в трудоспособном возрасте (15-64 лет) 6389 были экономически активными, 2412 — неактивными (показатель активности — 72,6 %, в 1999 году было 69,7 %). Из 6389 активных работали 5609 человек (3178 мужчин и 2431 женщина), безработных было 780 (295 человек и 485 женщин). Среди 2412 неактивных 735 человек были учениками или студентами, 824 — пенсионерами, 853 были неактивными по другим причинам.

## Достопримечательности
- Церковь Сент-Остремуан. Одна из самых красивых романских церквей Оверни. Бывшая церковь бенедиктинского аббатства, была построена в XII веке. Исторический памятник с 1840 года[5].
- Бывшее бенедиктинское аббатство (XII век). Исторический памятник с 1960 года[6].
- Замок Отрив. Исторический памятник с 30 сентября 1991 года[7]
- Башня Орлож

## Известные уроженцы
- Альтарош, Аженор (1811—1884) — поэт, журналист и политик.
- Бравар, Огюст (1803—1861) — горный инженер, топограф и палеонтолог.
- Бюисон, Франсуа Альбер (1881-1961) – член Французской академии , многолетний мэр города.
- Жорж-Айнль, Франсуа (1807—1873) — дирижёр.
- Паскаль, Пьер (1890—1983) — филолог-славист, преподаватель, историк, переводчик. Создатель школы славистов-русистов во Франции.
- Помель, Огюст Николя (1821—1898) — геолог, палеонтолог, ботаник.

## Города-побратимы
- Ноймаркт (Германия, с 1971)
- Вероли (Италия, с 2012)

## Фотогалерея

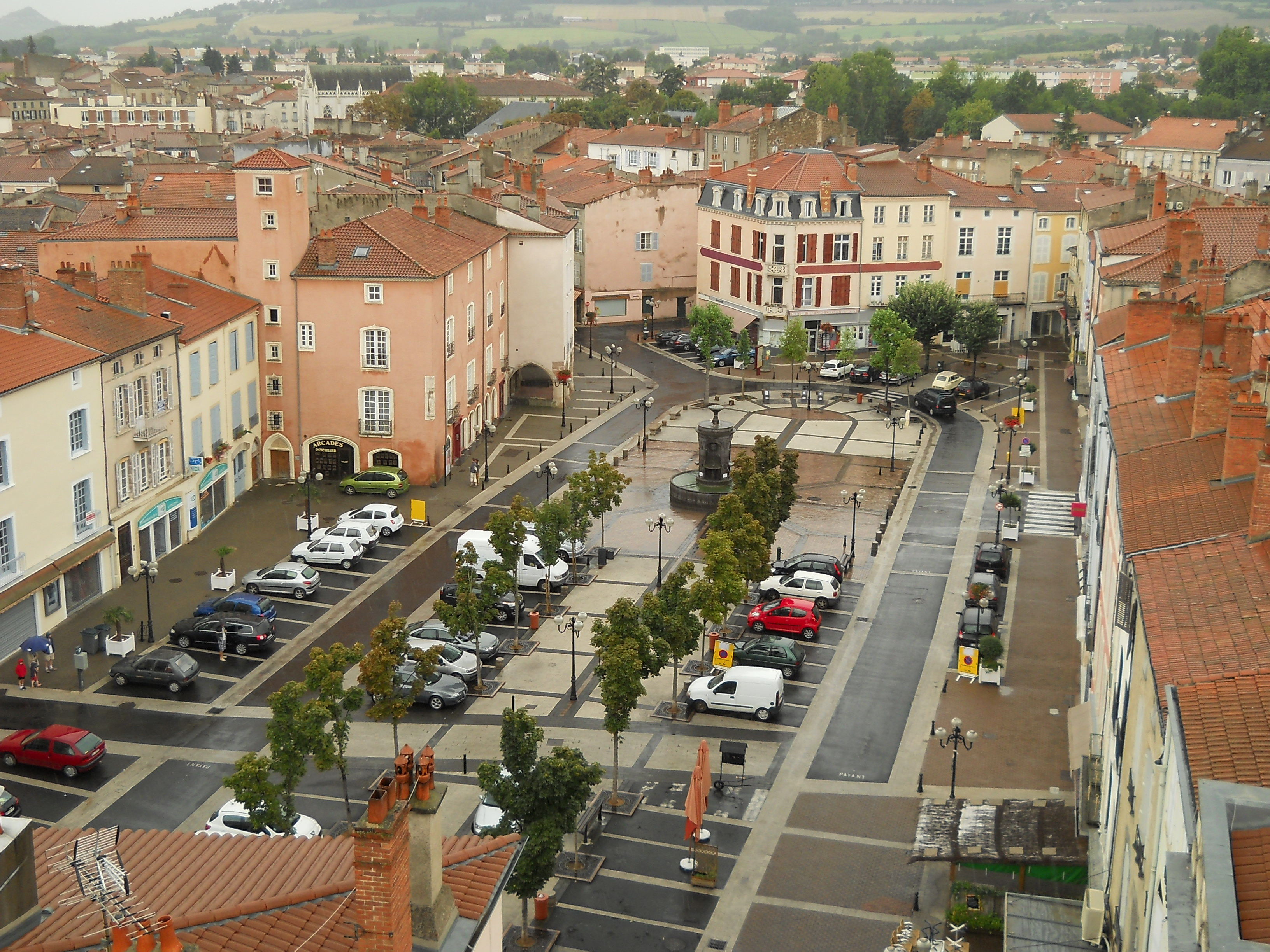
Площадь Республики
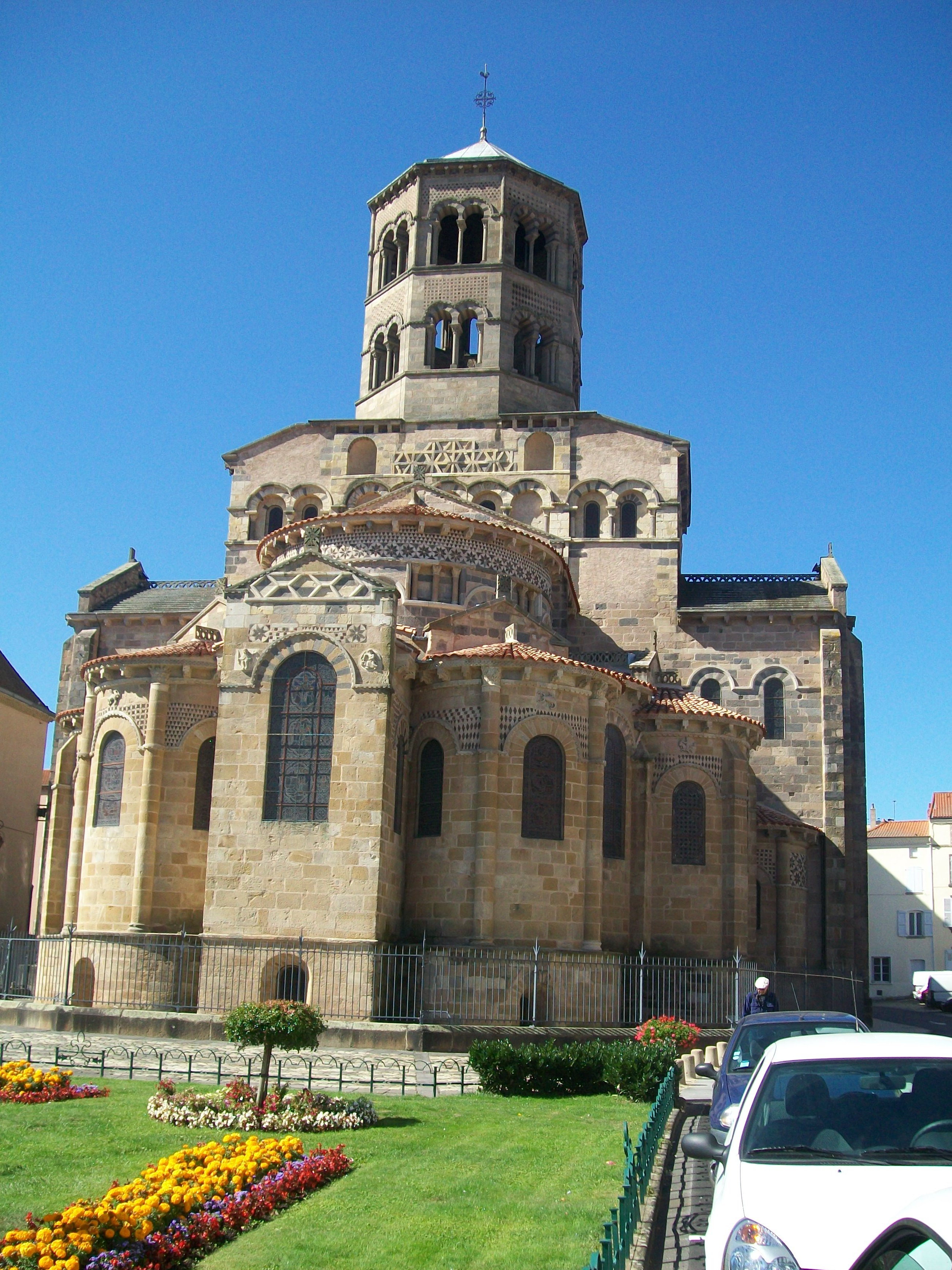
Церковь Сент-Остремуан
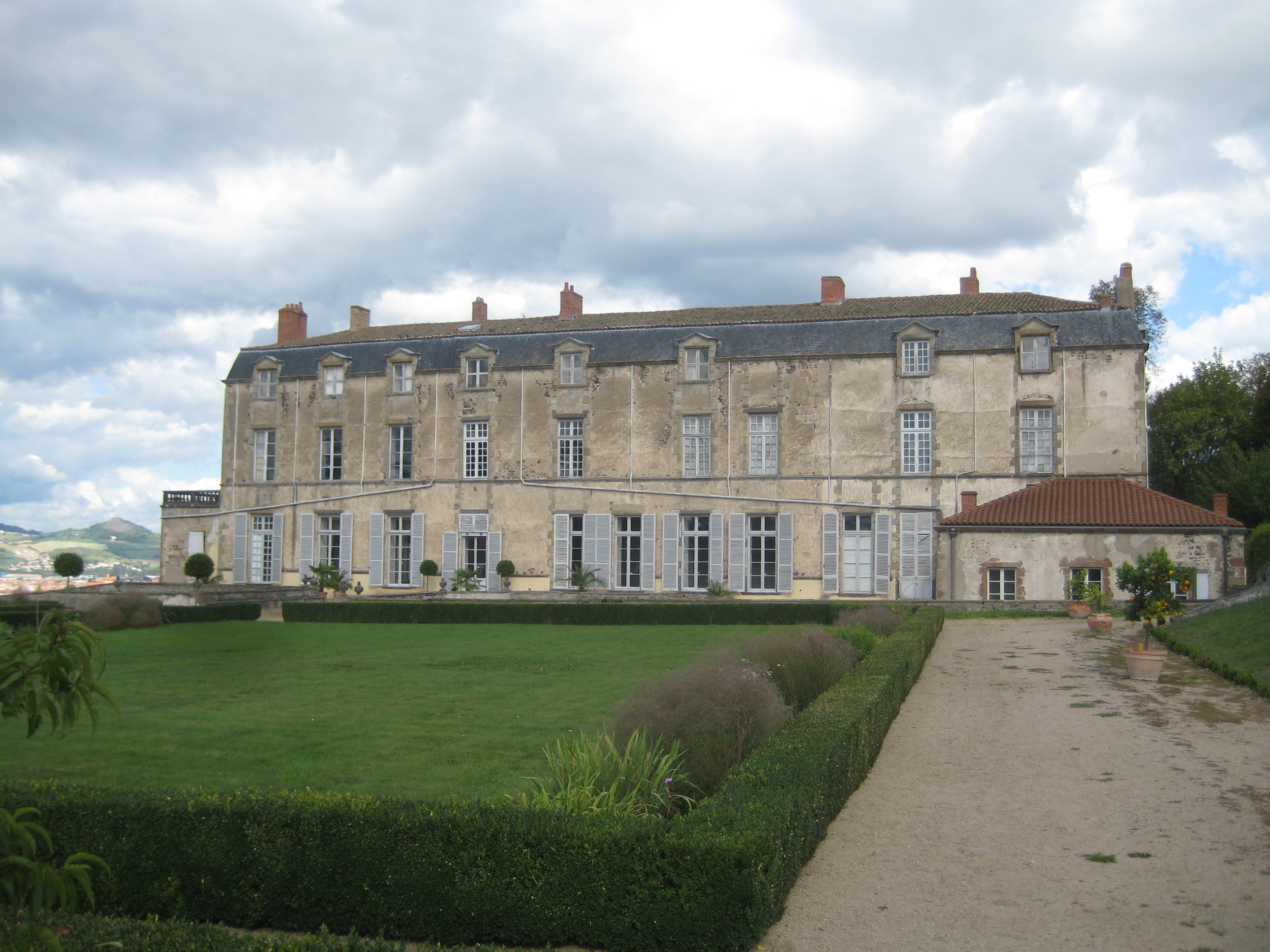
Замок Отрив
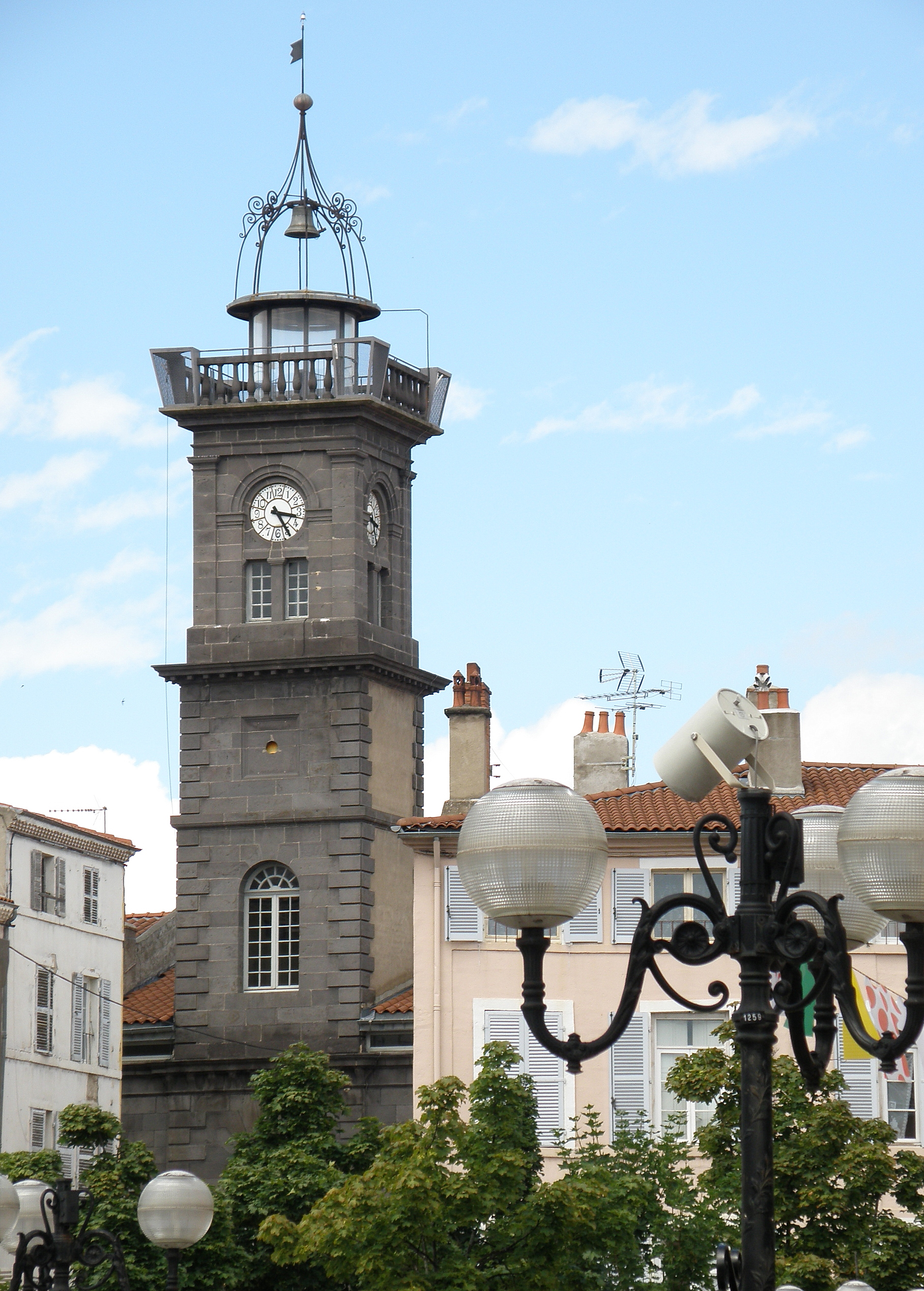
Башня Орлож
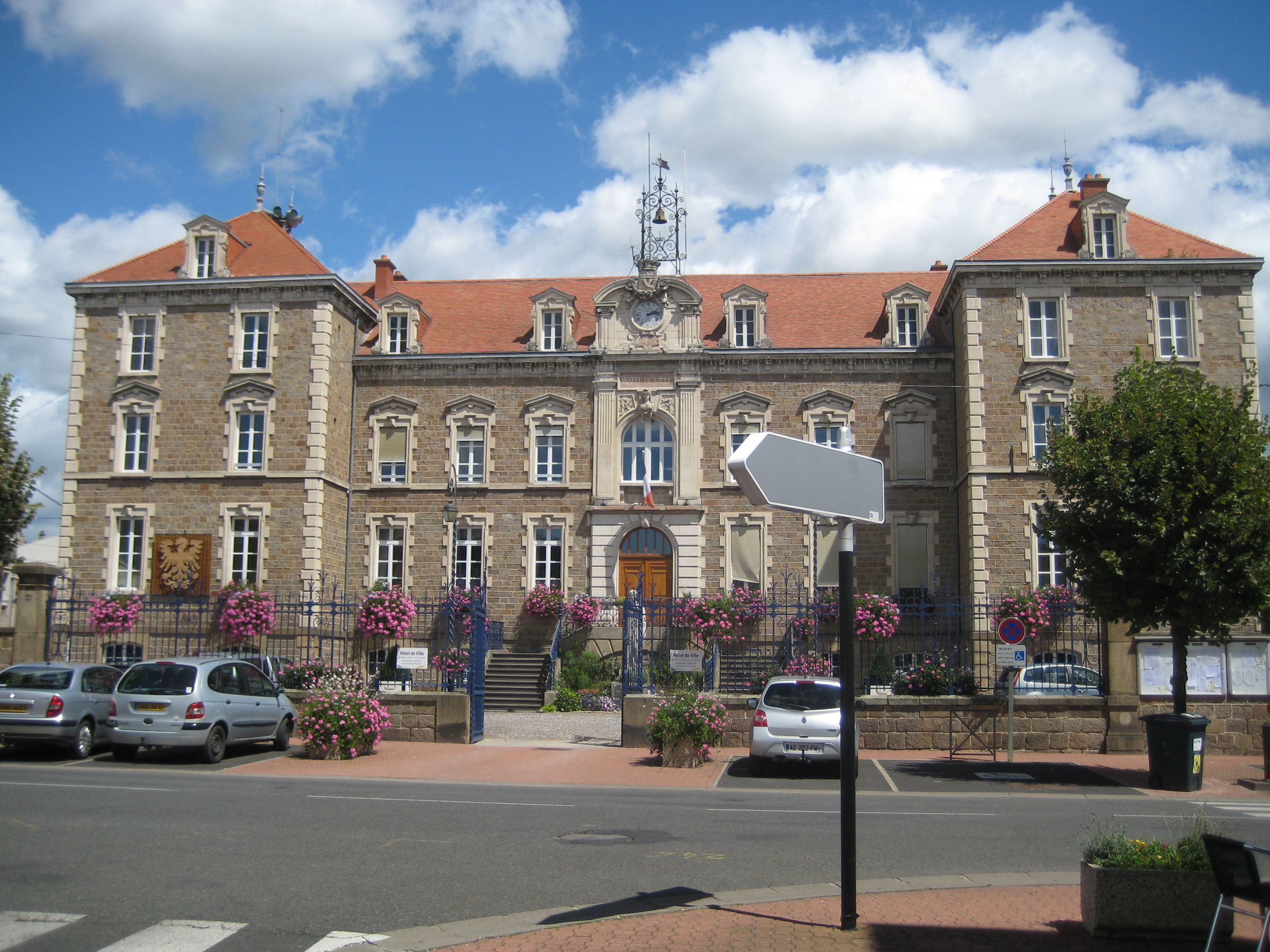
Мэрия